# Josif Josifov
Josif Aleksandrov Josifov (Yosko Yossifov) (bulgarsk: Йосиф Александров Йосифов, tr. Josif Aleksandrov Josifov, kendt som bulgarsk: Йоско Йосифов, tr. Josko Josifov; født 8. februar 1911 i Kazanlak - død 2. maj 2001 i Sofia, Bulgarien) var en bulgarsk komponist, dirigent og pianist.
Josifov studerede komposition og klaver på musikakademiet i Sofia, hos bl.a. Pancho Vladigerov. Han var dirigent for det bulgarske radiosymfoniorkester.
Josifov har skrevet 9 symfonier, orkesterværker, operaer, kammermusik, oratorier, korværker etc.

## Udvalgte værker
- Symfoni nr. 1 (1942) - for orkester
- Symfoni nr. 2 (1957) - for orkester
- Symfoni nr. 3 (19?) - for orkester
- Symfoni nr. 4 (19?) - for orkester
- Symfoni nr. 5 (1975) - for orkester
- Symfoni nr. 6 (1980) - for orkester
- Symfoni nr. 7 "Balkansk" (1985) - for kor og orkester
- Symfoni nr. 8 (19?) - for orkester
- Symfoni nr. 9 (1996) - for orkester
- "Biliana" (1933-1942) - opera
- "Sorg" (1949-1950) - (symfonisk digtning) - for orkester
- CelloKoncert (1950) - for cello og orkester